# 桜花 (荒巻義雄 艦隊シリーズ)
桜花 (荒巻義雄 艦隊シリーズ) は、荒巻義雄作の架空戦記に登場する噴進式の高々度局地迎撃戦闘機である。現実の日本軍のロケット特別攻撃機桜花とは外見が酷似しているが別物である。

## 設計
設計は、現実の震電の改良型、蒼莱はかなりの強さを持っているが大量生産向きでは無いため、大量生産ができ、かつ整備もしやすいようにこれに登場する桜花は設計されている。離陸はカタパルト射出で行い、着陸はスキーによって行う。前世の桜花に背負い式にジェットエンジンを付加した無骨、かつ生産性の高いデザインの機体に、コックピットの背後に装備した40mm傾斜機関砲を搭載する。コミック・OVA版ではデザインがより洗練され、両側にインテークを装備しジェットエンジンは内蔵式。機関砲は機首に装備されている（コミック版では、原作小説の無骨なデザインの桜花が、マスコミによる予想図として登場している）。

## 活躍
対独戦線ではコードネーム「犬鷲」隊が雪の降る中カタパルトから射出され、ドイツ第三帝国の6発超重爆撃機「ヨルムンガンド」5機～10機を全機撃墜する。ヨルムンガンド3機(OVA版で確認できる数)がロケットブースターを使い戦線離脱を試みるが、桜花1機が全ブースターを使用し追い付き、撃墜された。(原作では桜花2機が追撃し一機はアニメのようにブースターで追いついて撃墜するが、もう一機はブースターを使わずに山なり弾道を生かした長距離射撃で撃墜するという離れ技を行なっていた。)

## スペック
主機：ネ-530ターボジェットエンジン
最大速度：推定820km(加速用ブースター使用時は推定920km)
実用最大高度：10000m以上
上昇時間：9000mまでに3,4分
乗員：1名
主武装：四十粍機関砲一門